# Люксембурзьке герцогство
Люксембу́рзьке ге́рцогство (лат. Ducatus Luxemburgensis; люксемб. Herzogtum Lëtzebuerg; нім. Herzogtum Luxemburg; нід. Hertogdom Luxemburg фр. Duché de Luxembourg) — герцогство у Нижніх Землях зі столицею у місті Люксембург, що існувало в 1353–1795 роках. Займало терени сучасного Великого герцогства Люксембурзького. Родове гніздо Люксембурзької династії, що змагалася із Габсбургами за вплив у Європі. Засновано на основі Люксембурзького графства у складі Священної Римської імперії. 1443 року успадковане Бургундським герцогством, 1477 року — австрійськими Габсбургами, а 1556 року — іспанськими Габсбургами. Входило до складу католицьких Південних Нідерландів. 1714 року, за результатами війни за іспанську спадщину, повернулося до австрійських монархів. 1795 року ліквідоване французькими революційними військами.

## Державний устрій

### Герцоги
- 1383 — 1388: Венцеслав II (король Німеччини і Богемії)
- 1790 — 1792: Леопольд II (імператор Священної Римської імперії)